# Mandement de Réformation du 6 juillet 1525
Le mandement de Réformation (en allemand Reformationsmandat) du 6 juillet 1525 est l'acte officiel par lequel Albert de Brandebourg-Ansbach, grand-maître de l'ordre Teutonique depuis 1511, devenu duc de Prusse par le traité de Cracovie du 8 avril 1525, fait du protestantisme luthérien la religion de son État. 
Ce mandement est prolongé par un Règlement ecclésiastique (Kirchenordnung) du 10 décembre 1525. 

## Contenu des textes
Le traité de Cracovie constitue la reconnaissance par le roi de Pologne Sigismond Ier de la sécularisation de l'État monastique des chevaliers Teutoniques, qui devient le duché de Prusse, État héréditaire dévolu au grand-maître, « duc en Prusse » ; celui-ci reconnaît la suzeraineté du roi de Pologne.
Le mandement de Réformation officialise la rupture du duché de Prusse avec l'Église catholique romaine, mettant en avant la volonté d'un retour à la « Seule Parole de Dieu », conformément aux thèses soutenues par Martin Luther, avec lequel Albert de Brandebourg est entré en contact au cours des années précédentes et qui l'a convaincu de se rallier à sa cause. 
Le Règlement ecclésiastique (Kirchenordnung), promulgué le 10 décembre 1525 à l'issue de la  diète de Königsberg, organise le culte et la hiérarchie ecclésiastique dans la nouvelle Église territoriale du duché de Prusse,,,,,,,.